# Mr. Vain
Mr. Vain è una canzone dance dei Culture Beat, primo singolo estratto dal loro primo album Serenity. Pubblicato nel 1993, il singolo ebbe un enorme successo in tutto il mondo.

## Il brano
Scritto da Steven Levis, Nosie Katzmann e Jay Supreme, e prodotto da Torsten Fenslau e Peter Zweier, Mr Vain fu il singolo a vendere più copie in tutta Europa nel 1993. Come era già accaduto a diversi brani eurodance, il brano esplose dapprima in Germania, per poi diventare popolarissimo nel resto d'Europa nell'estate, riuscendo ad arrivare alla prima posizione delle classifiche di dodici nazioni. Il singolo ottenne anche un discreto successo negli Stati Uniti, riuscendo ad arrivare alla diciassettesima posizione della Billboard Hot 100. È interessante notare che fu la prima volta che un singolo non disponibile su disco in vinile arrivava alla prima posizione nel Regno Unito.

## Cover
Nosie Katzman, uno degli autori del brano, in seguito ne registrò una propria versione in chiave country. Una versione lounge è stata registrata dagli Axel Boys Quartet, mentre una versione strumentale da Ray Hamilton.

## Tracce
CD maxi
1. Mr. Vain (Vain mix) — 6:35
2. Mr. Vain (decent mix) — 7:06
3. Mr. Vain (special radio edit) — 4:17

CD maxi
1. Mr. Vain (remix) (Mr. house) — 6:18
2. Mr. Vain (remix) (Mr. rave) — 6:42
3. Mr. Vain (remix) (Mr. trance) — 6:20
4. Mr. Vain (remix) (Mr. hardcore) — 6:37

## Classifiche
| Classifica (1993)                  | Posizione più alta |
| ---------------------------------- | ------------------ |
| Australia                          | 1                  |
| Austria                            | 1                  |
| Paesi Bassi                        | 1                  |
| Francia                            | 3                  |
| Germania                           | 1                  |
| Irlanda                            | 1                  |
| Italia                             | 1                  |
| Nuova Zelanda                      | 10                 |
| Norvegia                           | 1                  |
| Svezia                             | 2                  |
| Svizzera                           | 1                  |
| Svizzera1                          | 10                 |
| Regno Unito                        | 1                  |
| U.S. Billboard Hot 100             | 17                 |
| U.S. Billboard Hot Dance Club Play | 2                  |
| U.S. Billboard Rhythmic Top 40     | 20                 |
| U.S. Billboard Top 40 Mainstream   | 11                 |

1 Remix
| Classifica di fine anno (1993) | Posizione |
| ------------------------------ | --------- |
| Australia                      | 16        |
| Austria                        | 10        |
| Svizzera                       | 11        |
| Italia                         | 17        |